# Sept en gueule
Sept en gueule (französisch etwa Sieben im Mund) ist eine Sorte der Birne (Pyrus communis). Die Sorte wurde 2009 zur Schweizer Obstsorte des Jahres gewählt. Sie wird auch Poire de Chio, Kleine Muskatellerbirne bzw. Kleine Muskateller oder Sieben ins Maul, Sieben ein Maul voll oder ähnlich genannt.

## Geschichte
Die sehr alte Sorte stammt aus Frankreich, wo sie bereits 1530 durch Charles Estienne erwähnt wurde. Von dort kam sie auch in die Schweiz und in das damals zum Haus Württemberg gehörige Montbéliard. Im Elsass wurde sie insbesondere um Guebwiller angebaut. Möglicherweise ist sie jedoch bedeutend älter, möglicherweise ist sie eine der ersten Sorten Birnensorten, die für den Frischverzehr geeignet waren. Einige Autoren vermuten gar, dass die Sorte bis in das erste Jahrhundert nach Christus zurückgeht. Nach Deutschland wurde sie spätestens im 18. Jahrhundert eingeführt. Unter anderem wurde sie 1794 von Johann Volkmar Sickler beschrieben und um dieselbe Zeit vom württembergischen Hofgärtner Johann Kaspar Schiller vermehrt. 
Bei gezielter Nachsuche in den 1980er und 1990er Jahren in der Schweiz konnten nur noch zwei Altbäume bei Lausanne und Yverdon gefunden werden.

## Beschreibung
Die Sept en gueule ist eine anspruchslose, stark wachsende Birnensorte, die große, landschaftsprägende Bäume bildet. Die Sorte gilt als sehr ertragreich. Sie ist auch für den Spalieranbau geeignet.
Die etwa kirschgroßen, kreiselförmigen Früchte reifen sehr früh bereits Ende Juni/Anfang Juli. Sie stehen meist in kleinen Büscheln zusammen. Ihre Grundfärbung ist hellgrün mit einer Rosafärbung auf der Sonnenseite. Die Birnen werden schnell teigig. Ihr Fruchtfleisch ist weißgelblich und raukörnig, jedoch sehr süß.

## Verwendung
Die Sept en gueule wird vor allem zum Frischverzehr, zum Dörren und Einmachen und als Brennbirne genutzt.